# Джулай, Надежда Савельевна
Надежда Савельевна Джулай (3 марта 1929 года — 6 февраля 2019 года) — звеньевая колхоза «Коммунар» Веселиновского района Николаевской области. Герой Социалистического Труда.

## Биография
Надежда Джулай (в девичестве Бондаренко) родилась 3 марта 1929 года в селе Малопетровка Николаевского округа Украинской ССР (ныне село Первенец Веселиновского района Николаевской области Украины) в семье колхозника. В 1941 году, из-за начавшейся Великой Отечественной войны, бросила школу, окончив всего четыре класса. Затем пережила немецкую оккупацию в 1941—1944 годах.
В 1944 году начала работать в колхозе «Коммунар» Веселиновского района Николаевской области. В 18 лет возглавила комсомольско-молодёжное звено из восьми девушек по выращиванию зерновых культур. В 1948 году её звено добилось больших результатов по выращиванию озимой пшеницы, получив 31,8 центнер с гектара на площади в 20 гектаров. 23 апреля 1949 года указом Президиума Верховного Совета СССР за получение высоких урожаев пшеницы при выполнении колхозом обязательных поставок и контрактации по всем видам сельскохозяйственной продукции, натуроплаты за работу МТС в 1948 году и обеспеченности семенами всех культур в размере полной потребности для весеннего сева 1949 года Надежде Савельевне Бондаренко присвоено звание Героя Социалистического Труда с вручением ордена Ленина и золотой медали «Серп и Молот».
В 1950 году была направлена в город Николаев на обучение в школе по подготовке руководителей колхозов. В школе обучалась лишь 2 года, так как из-за болезни была вынуждена её оставить. В 1951 году вышла замуж за Василия Ивановича Джулая. После завершения обучения Василий Джулай был отправлен работать в один из колхозов села Водяно-Ларино Еланецкого района Николаевской области. Надежда Джулай отправилась вместе с мужем. В 1955 году они перебрались в село Воссиятское Еланецкого района Николаевской области. Надежда Савельевна Джулай пошла работать швеёй на комбинат бытового обслуживания населения, где проработала до самой пенсии.
После выхода на пенсию осталась жить в селе Воссиятское Еланецкого района Николаевской области. Скончалась 6 февраля 2019 года.

## Награды
- Орден Ленина, 23 апреля 1949 года
- Медаль «Серп и Молот», 23 апреля 1949 года